# Solidaridad Obrera (diari)
Solidaridad Obrera, popularment anomenada «la Soli», fou un diari en castellà fundat a Barcelona el 19 d'octubre de 1907, inicialment com a òrgan de premsa del grup Solidaridad Obrera i després de la CNT, i fou l'òrgan sindical més important a Catalunya fins al 1939.

## Els primers anys
Inicialment la seva edició fou finançada pel pedagog anarquista Francesc Ferrer i Guàrdia i fins a la seva execució el 9 de juliol de 1909, i fins aleshores no sols hi col·laboraren anarquistes, sinó també socialistes. El seu primer director fou Jaume Bisbe i l'administrador fou Antoni Badia i Matamala. Els seus primers redactors foren Josep Cassasola, Antoni Colomé, Enric Ferrer, Tomàs Herreros, Agustí Castellà Trulls i Anselmo Lorenzo.

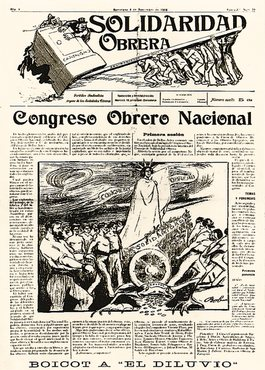
Exemplar del diari

El setembre del 1908 fou considerat l'òrgan oficial de la Confederació Regional de Solidaritat Obrera de Catalunya i des de les seves planes mantingué fortes polèmiques amb els lerrouxistes. El seu director aleshores fou Tomás Herreros Miguel. Arran dels fets de la Setmana Tràgica el diari fou suspès i es va editar durant un temps a Gijón, Bilbao, Sevilla i La Corunya

## Òrgan de la CNT
Durant el procés de fundació de la CNT (febrer de 1910- setembre de 1911) el director en fou Joaquim Bueso, que encapçala el diari com a Periódico Sindicalista. Fou clausurada quan fou prohibida la CNT i se li permeté reobrir el 1913, dirigida per Andreu Cuadros, que deixà el càrrec el 1915 a Manuel Andreu Colomer fins al 1916, quan fou substituït per Josep Borobio i aquest per Josep Negre fins a mitjans de 1917. Josep Borobio tornà a la redacció durant la vaga general de 1917, però fou obligat a dimitir quan es descobrí que acceptava suborns de l'ambaixada alemanya. Fou nomenat director aleshores Ángel Pestaña, que assolí un gran èxit professional en publicar documents que denunciaven la relació del comissari Manuel Bravo Portillo amb l'espionatge alemany (9 de juny de 1918). El febrer del 1919 fou suspesa la seva publicació arran de la vaga de "La Canadenca" i tota la redacció es traslladà a València, alhora que Pestaña va haver de fugir. Aleshores el seu tiratge era d'uns 100.000 exemplars.
No va reaparèixer fins al 5 de març de 1923, dirigit per Ángel Pestaña, partidari d'obrir la publicació a col·laboradors d'altres tendències, cosa que l'enfrontà a la CNT, qui el va substituir primer per Llibert Callejas i després per Hermós Plaja. La dictadura de Miguel Primo de Rivera el va suspendre novament el maig del 1924 després de l'atemptat contra el botxí de Barcelona.
Va reaparèixer el 31 d'agost de 1930, durant la dictablanda de Dámaso Berenguer. El director fou Joan Peiró i els redactors Sebastià Clara, Pere Foix i Cases, Ramon Magre Riera i Eusebi C. Carbó. Inicialment tingué un tiratge de 6.000 exemplars, però n'arribaria als 50.000. Fou tancat temporalment després de la insurrecció de Jaca i tornà a publicar-se després de la proclamació de la Segona República Espanyola. En foren directors Sebastià Clara (novembre de 1930- juny de 1931) i Joan Peiró (fins a octubre de 1931), quan dimití després d'haver signat el Manifest dels Trenta, publicat al diari L'Opinió.
Les lluites internes de la CNT per tal de dominar el diari van provocar que la FAI acusés la redacció d'entesa amb Esquerra Republicana de Catalunya. Felipe Aláiz de Pablo es va fer càrrec de la direcció i el control del diari fins a 1933. El juliol del 1932 va nomenar director Llibert Callejas, substituït el juliol del 1933 per Manuel Villar Mingo, el juliol del 1936 per Jacinto Toryho i el maig del 1938 se'n feu càrrec Josep Viadiu i Vendrell.
Va seguir les vicissituds del sindicat i fou suspès de gener a febrer del 1932 arran de la insurrecció anarquista de l'Alt Llobregat, gener del 1933, i desembre del 1933 a abril del 1934 degut a les implicacions de CNT i FAI en les intentones revolucionàries, després dels fets del sis d'octubre de 1934 fou suspensa d'octubre a desembre del 1934 i de maig a juliol del 1935.
Iniciada la Guerra Civil la CNT entrà a formar part de molts òrgans de poder en ajuntaments, Govern de la Generalitat i Govern de la República. La funció que exercí a partir d'aleshores fou més que mai la de marcar les pautes i la d'organització confederal d'un moviment, no d'un partit. Després continuaria publicant-se a Barcelona fins al 25 de gener de 1939, i els seus tallers foren expropiats per a publicar-se l'òrgan de Falange Española, Solidaridad Nacional.

## Publicació a l'exili
Des de l'exili 1944, la CNT "apolítica" va editar novament a París el diari, i posteriorment Fernando Gómez Peláez i Joan Ferrer i Farriol publicaren un suplement literari de gener del 1954 a desembre del 1961. El 1976 s'edità clandestinament de nou a Barcelona com a òrgan de la Confederació Regional del Treball de Catalunya. Quan la CNT fou legalitzada tornà a ser el seu òrgan i arribà a un tiratge de 20.000 exemplars, i quan es produí l'escissió de 1980 entre el sector renovador i el sector històric, cadascun d'ells edità una Solidaridad Obrera.